# 74式車載7.62mm機関銃
74式車載7.62mm機関銃（ななよんしきしゃさい7.62ミリきかんじゅう）は、62式7.62mm機関銃の派生型である機関銃。陸上自衛隊の戦車・装甲車や海上自衛隊のヘリコプターなどに搭載されている。

## 概要
機構は62式7.62mm機関銃のままであるが、車載用途のため引き金機構が12.7mm重機関銃M2と同様のものになっている。基となった62式の倍の重量がある。卸下時の射撃は、銃尾（62式では銃床がある位置）の両手用銃把（ダイヤモンドグリップ）と一緒に取り付けられている押し金で行う。
銃身も、62式の放熱フィン加工のものと異なり、重厚な作りとなっている。発射速度は約700発/分と約1,000発/分を切り替えることができる。銃把が省略された2型が存在する。1型のみ三脚と組み合わせる事で、機関銃単独で運用する事もできる。
なお、61式戦車以前のアメリカ軍供給兵器を知る世代の隊員からは、ブローニングM1919重機関銃（cal.30）のほうが断然信頼度が高かったという証言がなされている。

## 使用弾薬
使用弾種には、7.62mm M80通常弾、7.62mm M80通常弾（減装薬）、7.62mm M62えい光弾、7.62mm M162えい光弾（減装薬）、7.62mm空包　Ｍ82・Ｍ82Ｊがある。

## 運用
陸上自衛隊の90式/10式戦車、89式装甲戦闘車、87式偵察警戒車、16式機動戦闘車の同軸機銃（自衛隊用語でいうところの連装銃）として、また、73式装甲車の車体前部に装備して使用されている。74式戦車、60式装甲車（改修型）にも搭載されていた。
1型を搭載する車種においては必要に応じて車外に持ち出して運用することも想定されており、地上におろして射撃するための三脚架が用意されている。
また、海上自衛隊でも、能登半島沖不審船事件において、小型船舶に対しての警告射撃に使用できる火器が無かった反省から、SH-60J/Kなどの哨戒ヘリコプターなどに搭載されるようになった。これらのヘリにはキャビン内から射撃するドアガンとして運用されている

## 試験データ改竄
2013年（平成25年）にメーカーである住友重機械工業は、74式の制式採用初年度の1974年より数十年間に渡り生産された機関銃の内、特定された少なくとも5,350挺の銃身の耐久性や弾の発射速度などの検査データを改竄（かいざん）し、要求性能に満たない機関銃を防衛省に納入したとして指名停止処分された。同省によると、改竄があったのは12.7ミリ重機関銃と7.62ミリ、5.56ミリ機関銃の3種類。具体的に判明した事実は以下の通りである。
- 昭和49年度（1974年）から平成14年度（2002年）契約分の耐久射撃試験において、仕様書の規定を満たしていなかったが、試験成績書の試験結果を改竄して納入した。
- 発射速度試験において、射撃停止、発射不能となったが、修理及び調整をした上で、再射撃試験をすべきところを実施せず納入した。
- 発射速度試験において、発射速度が要求を満たせていなかったが試験結果を改竄し納入した。
- 平成22年度（2010年）以降の契約分においては、発射速度の規格を満たすための改造を実施したが、事前に防衛省の了承許可を得ていなかった。

2021年4月、住友重機械工業が機関銃の生産から撤退することが公表された。機関銃のメンテナンスや整備用の部品の生産は続ける方針。

## 登場作品

### 漫画
『代紋TAKE2』
73式装甲車に搭載されて登場し、江原慎吾に雇われた傭兵達に向かって12.7mm重機関銃M2と共に機銃掃射を行う。
『ゲート 自衛隊 彼の地にて、斯く戦えり』
漫画版47話でSH-60Kのドアガンとして登場。
『ジパング』
第二次世界大戦時にタイムスリップしたイージス護衛艦「みらい」の艦載機であるSH-60Jのドアガンとして登場。島での地上戦や戦艦「大和」強行移乗作戦を行う自衛官たちへ援護射撃を行う。

### 小説
『続・戦国自衛隊』
戦国時代にタイムスリップした自衛隊が、関ヶ原からの脱出の際に90式戦車から取り外したものを使用する。
『日本国召喚』
90式戦車に搭載されたものがロウリア兵に対して使用される。漫画版では12.7mm重機関銃M2が使用された。
『漂流自衛隊 戦国篇』
戦国時代にタイムスリップした陸上自衛隊今津駐屯地に配備されていた90式戦車と74式戦車に搭載されており、戦国武者たちに対して使用する。
『ルーントルーパーズ 自衛隊漂流戦記』
異世界に飛ばされた自衛隊の装備の1つとして登場。10式戦車に搭載されている他、SH-60K哨戒ヘリコプターにドアガンとして搭載されている。

## 関連する項目
- 陸上自衛隊の装備品一覧
- 機関銃
  - 62式7.62mm機関銃
  - 67式7.62mm機関銃
  - PKM
  - MAG 58
  - M240機関銃
- 軽機関銃
  - 九一式車載軽機関銃
  - ミニミ軽機関銃
- 重機関銃
  - 九七式車載重機関銃
  - 九二式重機関銃
  - 一式重機関銃